# (4844) Matsuyama
(4844) Matsuyama es un asteroide perteneciente al cinturón de asteroides, descubierto el 23 de enero de 1991 por Seiji Ueda y el astrónomo Hiroshi Kaneda desde el Kushiro Marsh Observatory, Hokkaido, Japón.

## Designación y nombre
Designado provisionalmente como 1991 BA2. Fue nombrado Matsuyama en honor al astrónomo japonés Masanori Matsuyama, comenzó a observar asteroides en el año 1987 descubriendo numerosos asteroides desde entonces.

## Características orbitales
Matsuyama está situado a una distancia media del Sol de 2,554 ua, pudiendo alejarse hasta 3,110 ua y acercarse hasta 1,998 ua. Su excentricidad es 0,217 y la inclinación orbital 5,956 grados. Emplea 1491 días en completar una órbita alrededor del Sol.

## Características físicas
La magnitud absoluta de Matsuyama es 12,5. Tiene 7,578 km de diámetro y su albedo se estima en 0,337. Está asignado al tipo espectral S según la clasificación SMASSII.